# Wola Orzeszowska
Wola Orzeszowska (prononciation : [ˈvɔla ɔʐɛˈʂɔfska]) est un village polonais situé dans la gmina de Miedzna dans le powiat de Węgrów et en voïvodie de Mazovie dans le centre-est de la Pologne.
Ce village se trouve à environ 4 kilomètres au sud-est de Miedzna, 10 kilomètres au nord-est de Węgrów (chef-lieu du powiat) et à 82 kilomètres à l'est de Varsovie (capitale de la Pologne).
Le village a une population d'environ 200 habitants en 2006.

## Histoire
De 1975 à 1998, le village appartenait administrativement à la voïvodie de Siedlce.